# ذنب لا يغتفر
ذنب لا يغتفر (بالإنجليزية: The Unforgivable)‏ هو فيلم دراما صدر عام 2021 من بطولة ساندرا بولوك،فينسنت دونوفريو،جون بيرنثال،ريتشارد توماس،ليندا إموند،آيسلينج فرانسيوسي،روب مورغان وفيولا ديفيس.

## روابط خارجية
- ذنب لا يغتفر على موقع IMDb (الإنجليزية)
- ذنب لا يغتفر على موقع ميتاكريتيك (الإنجليزية)
- ذنب لا يغتفر على موقع روتن توميتوز (الإنجليزية)
- ذنب لا يغتفر على موقع نتفليكس (الإنجليزية)
- ذنب لا يغتفر على موقع ألو سيني (الفرنسية)
- ذنب لا يغتفر على موقع أول موفي (الإنجليزية)
- ذنب لا يغتفر على موقع فيلمافينيتي (الإسبانية)
- ذنب لا يغتفر على موقع قاعدة بيانات الفيلم (الإنجليزية)
- ذنب لا يغتفر على موقع ليتربوكسد (الإنجليزية)
- ذنب لا يغتفر على موقع كينوبويسك (الروسية)